# Hachinosuke Fukuda
 (juillet 2016).
Si vous disposez d'ouvrages ou d'articles de référence ou si vous connaissez des sites web de qualité traitant du thème abordé ici, merci de compléter l'article en donnant les références utiles à sa vérifiabilité et en les liant à la section « Notes et références ».
Pour les articles homonymes, voir Fukuda.
Hachinosuke Fukuda (福田 八之助, Fukuda Hachinosuke), né en 1828 et mort le 14 août 1879, est un maître du ju-jitsu, art qu'il enseigna à Jigoro Kano.